# Bolesław Wallek-Walewski
Bolesław Wallek-Walewski   (Lviv, 23 de gener de 1885 - Cracòvia, 9 d'abril de 1944) va ser un compositor i director d'orquestra polonès.
A partir de 1894 Bolesław Wallek-Walewski va estudiar al Conservatori de la Societat De Música Gallega a L'vov sota la direcció del professor de teoria Stanislaw Niewiadomski, de 1900 a 1904 sota Władysław Żeleński i Felicjan Szopski al Conservatori de la Societat de Música de Cracòvia, i després entre 1906-1907 amb Hugo Riemann a Leipzig. Des de 1908 es va convertir en professor al Conservatori de l'Institut de Música de Cracòvia i des de 1910 al Conservatori de Cracòvia. En aquest Centre entre els seus alumnes que després foren uns bons músics hi tingué a Tadeusz Szeligowski.